# Nanded Waghala
Nanded Waghala es una ciudad y  municipio situada en el distrito de Nanded en el estado de Maharashtra (India). Su población es de 550439 habitantes (2011). El municipio se creó el 26 de marzo de 1997 tras la unión de los municipios de Nanded y Waghala. Se encuentra a orillas del río Godavari, a unos 600 km de Bombay.

## Demografía
Según el censo de 2011 la población de Nanded Waghala era de 550439 habitantes, de los cuales 285433 eran hombres y 265006 eran mujeres. Nanded Waghala tiene una tasa media de alfabetización del 85,93%, superior a la media estatal del 82,34%: la alfabetización masculina es del 90,58%, y la alfabetización femenina del 80,95%.

## Clima
| Parámetros climáticos promedio de Nanded (1981–2010, extremes 1960–2008) | Parámetros climáticos promedio de Nanded (1981–2010, extremes 1960–2008) | Parámetros climáticos promedio de Nanded (1981–2010, extremes 1960–2008) | Parámetros climáticos promedio de Nanded (1981–2010, extremes 1960–2008) | Parámetros climáticos promedio de Nanded (1981–2010, extremes 1960–2008) | Parámetros climáticos promedio de Nanded (1981–2010, extremes 1960–2008) | Parámetros climáticos promedio de Nanded (1981–2010, extremes 1960–2008) | Parámetros climáticos promedio de Nanded (1981–2010, extremes 1960–2008) | Parámetros climáticos promedio de Nanded (1981–2010, extremes 1960–2008) | Parámetros climáticos promedio de Nanded (1981–2010, extremes 1960–2008) | Parámetros climáticos promedio de Nanded (1981–2010, extremes 1960–2008) | Parámetros climáticos promedio de Nanded (1981–2010, extremes 1960–2008) | Parámetros climáticos promedio de Nanded (1981–2010, extremes 1960–2008) | Parámetros climáticos promedio de Nanded (1981–2010, extremes 1960–2008) |
| Mes                                                                      | Ene.                                                                     | Feb.                                                                     | Mar.                                                                     | Abr.                                                                     | May.                                                                     | Jun.                                                                     | Jul.                                                                     | Ago.                                                                     | Sep.                                                                     | Oct.                                                                     | Nov.                                                                     | Dic.                                                                     | Anual                                                                    |
| ------------------------------------------------------------------------ | ------------------------------------------------------------------------ | ------------------------------------------------------------------------ | ------------------------------------------------------------------------ | ------------------------------------------------------------------------ | ------------------------------------------------------------------------ | ------------------------------------------------------------------------ | ------------------------------------------------------------------------ | ------------------------------------------------------------------------ | ------------------------------------------------------------------------ | ------------------------------------------------------------------------ | ------------------------------------------------------------------------ | ------------------------------------------------------------------------ | ------------------------------------------------------------------------ |
| Temp. máx. abs. (°C)                                                     | 36.0                                                                     | 39.5                                                                     | 42.0                                                                     | 45.5                                                                     | 46.6                                                                     | 46.7                                                                     | 40.3                                                                     | 39.0                                                                     | 38.2                                                                     | 38.8                                                                     | 38.8                                                                     | 35.1                                                                     | 46.7                                                                     |
| Temp. máx. media (°C)                                                    | 31.0                                                                     | 33.6                                                                     | 37.1                                                                     | 40.6                                                                     | 41.0                                                                     | 36.8                                                                     | 32.4                                                                     | 31.0                                                                     | 32.2                                                                     | 33.1                                                                     | 31.6                                                                     | 30.4                                                                     | 34.2                                                                     |
| Temp. mín. media (°C)                                                    | 13.8                                                                     | 15.0                                                                     | 18.7                                                                     | 23.0                                                                     | 25.4                                                                     | 24.3                                                                     | 22.9                                                                     | 22.4                                                                     | 22.1                                                                     | 19.8                                                                     | 15.9                                                                     | 12.8                                                                     | 19.7                                                                     |
| Temp. mín. abs. (°C)                                                     | 4.9                                                                      | 6.4                                                                      | 10.4                                                                     | 13.4                                                                     | 19.0                                                                     | 17.4                                                                     | 15.2                                                                     | 13.6                                                                     | 14.2                                                                     | 11.2                                                                     | 5.0                                                                      | 3.6                                                                      | 3.6                                                                      |
| Lluvias (mm)                                                             | 6.6                                                                      | 2.4                                                                      | 6.4                                                                      | 6.8                                                                      | 11.3                                                                     | 164.0                                                                    | 257.4                                                                    | 228.5                                                                    | 162.1                                                                    | 62.4                                                                     | 11.2                                                                     | 5.9                                                                      | 924.8                                                                    |
| Días de lluvias (≥ 1 mm)                                                 | 0.7                                                                      | 0.3                                                                      | 0.6                                                                      | 0.6                                                                      | 1.3                                                                      | 7.7                                                                      | 11.5                                                                     | 11.5                                                                     | 7.8                                                                      | 3.0                                                                      | 0.9                                                                      | 0.7                                                                      | 46.5                                                                     |
| Humedad relativa (%)                                                     | 37                                                                       | 28                                                                       | 27                                                                       | 22                                                                       | 25                                                                       | 49                                                                       | 65                                                                       | 68                                                                       | 61                                                                       | 49                                                                       | 40                                                                       | 38                                                                       | 43                                                                       |
| Fuente: India Meteorological Department                                  |                                                                          |                                                                          |                                                                          |                                                                          |                                                                          |                                                                          |                                                                          |                                                                          |                                                                          |                                                                          |                                                                          |                                                                          |                                                                          |